# Проктор (посада)
Проктор (англ. Proctor, варіація від прокуратор) — людина, яка бере відповідальність, або діє за іншу.
В Англії та деяких інших англомовних країнах використовується в трьох основних контекстах:
- В юриспруденції, проктор - це історичний клас адвокатів, і королівський проктор - це старший адвокат уряду.
- В релігії, проктор представляє духовенство в діоцезах Англіканської церкви
- В деяких університетах, прокторами кличуть посадових осіб університету

В США та деяких інших країнах, слово "проктор" часто використовують до тих, хто наглядає за екзаменом (проктор екзамену) або гуртожитком.

## Зноски
1. 1 2  Chisholm, Hugh, ред. (1911). Proctor . // Encyclopædia Britannica (англ.). Т. 22 (вид. 11-те). Cambridge University Press. с. 421—422.
2. ↑  Definition of PROCTOR. www.merriam-webster.com.